# Diplotaxodon limnothrissa
Diplotaxodon limnothrissa es una especie de peces de la familia Cichlidae en el orden de los Perciformes.

## Morfología
Los machos pueden llegar alcanzar los15,4 cm de longitud total y 60 g de peso.

## Hábitat
Vive en zonas de clima tropical entre 20-220 m de profundidad.

## Distribución geográfica
Se encuentran en África: lago Malawi.